# Tobias Ladehoff
Tobias Maximilian Ladehoff (født 30. september 1997) er en dansk ishockeyspiller. Han spiller i øjeblikket for Aalborg Pirates.

## Baggrund
Tobias er født og opvokset i Aalborg og spillede for Aalborg IK som ungdomsspiller.

## Metal Ligaen

### Aalborg Pirates

#### Sæsonen 2013-14[2]
| Grundspil     | Grundspil | Grundspil | Grundspil   | Grundspil           |
| Kampe spillet | Mål       | Assists   | Point i alt | Udvisnings minutter |
| ------------- | --------- | --------- | ----------- | ------------------- |
| 1             | 0         | 0         | 0           | 0                   |
| Slutspil      |           |           |             |                     |
| Kampe spillet | Mål       | Assists   | Point i alt | Udvisnings minutter |
| -             | -         | -         | -           | -                   |

#### Sæsonen 2014-15[2]
| Grundspil     | Grundspil | Grundspil | Grundspil   | Grundspil           |
| Kampe spillet | Mål       | Assists   | Point i alt | Udvisnings minutter |
| ------------- | --------- | --------- | ----------- | ------------------- |
| 32            | 0         | 6         | 6           | 8                   |
| Slutspil      |           |           |             |                     |
| Kampe spillet | Mål       | Assists   | Point i alt | Udvisnings minutter |
| 5             | 0         | 0         | 0           | 0                   |

#### Sæsonen 2015-16[2]
| Grundspil     | Grundspil | Grundspil | Grundspil   | Grundspil           |
| Kampe spillet | Mål       | Assists   | Point i alt | Udvisnings minutter |
| ------------- | --------- | --------- | ----------- | ------------------- |
| 42            | 4         | 3         | 7           | 18                  |
| Slutspil      |           |           |             |                     |
| Kampe spillet | Mål       | Assists   | Point i alt | Udvisnings minutter |
| -             | -         | -         | -           | -                   |

#### Sæsonen 2016-17[2]
| Grundspil     | Grundspil | Grundspil | Grundspil   | Grundspil           |
| Kampe spillet | Mål       | Assists   | Point i alt | Udvisnings minutter |
| ------------- | --------- | --------- | ----------- | ------------------- |
| 35            | 11        | 12        | 23          | 39                  |
| Slutspil      |           |           |             |                     |
| Kampe spillet | Mål       | Assists   | Point i alt | Udvisnings minutter |
| 7             | 0         | 0         | 0           | 2                   |

#### Sæsonen 2017-18[2]
| Grundspil     | Grundspil | Grundspil | Grundspil   | Grundspil           |
| Kampe spillet | Mål       | Assists   | Point i alt | Udvisnings minutter |
| ------------- | --------- | --------- | ----------- | ------------------- |
| 28            | 0         | 3         | 3           | 24                  |
| Slutspil      |           |           |             |                     |
| Kampe spillet | Mål       | Assists   | Point i alt | Udvisnings minutter |
| 17            | 2         | 3         | 5           | 0                   |

#### Sæsonen 2018-19[2]
| Grundspil     | Grundspil | Grundspil | Grundspil   | Grundspil           |
| Kampe spillet | Mål       | Assists   | Point i alt | Udvisnings minutter |
| ------------- | --------- | --------- | ----------- | ------------------- |
| 38            | 6         | 5         | 11          | 34                  |
| Slutspil      |           |           |             |                     |
| Kampe spillet | Mål       | Assists   | Point i alt | Udvisnings minutter |
| 11            | 1         | 1         | 2           | 12                  |

#### Sæsonen 2019-20[2]
| Grundspil     | Grundspil | Grundspil | Grundspil   | Grundspil           |
| Kampe spillet | Mål       | Assists   | Point i alt | Udvisnings minutter |
| ------------- | --------- | --------- | ----------- | ------------------- |
|               |           |           |             |                     |
| Slutspil      |           |           |             |                     |
| Kampe spillet | Mål       | Assists   | Point i alt | Udvisnings minutter |
|               |           |           |             |                     |